# Ненашкин, Владимир Сергеевич
Владимир Сергеевич Ненашкин (род. 12 июня 1950, п. Красногорский Звениговского района Марийской АССР СССР) — советский футболист, нападающий и полузащитник, российский футбольный тренер.

## Биография
Начал играть в футбол в соревнованиях мастеров в 1972 году в составе «Спартака» из Йошкар-Олы, позднее команда носила название «Дружба». Провёл в команде 15 сезонов, сыграл за это время около 400 матчей и забил 76 голов во второй лиге СССР.
Дважды отлучался из команды — в 1974 году выступал за хабаровский СКА, а в 1980 году — за ижевский «Зенит».
Неоднократно входил в тренерский штаб «Дружбы», в том числе в 1986 году как играющий тренер. Также работал с любительскими командами, трижды становился чемпионом республики Марий Эл с командами «Строитель», «Буревестник» и «СКиО-Газ». Среди его воспитанников — капитан юношеской сборной России Александр Маслов.
По состоянию на 2017 год работает тренером в Училище олимпийского резерва Республики Марий Эл.
Награждён Марийской профессиональной футбольной премией «Гордей» (2014) в номинации «Легенда».

## Личная жизнь
Сын Александр (род. 1969) тоже был футболистом, впоследствии — тренер. В 1985—1986 годах отец и сын Ненашкины вместе выходили на поле в составе «Дружбы».
Окончил МГПИ им. Н. К. Крупской (1979) по специальности «учитель физической культуры».